# 水月 (ゲーム)
『水月』（すいげつ）は、2002年4月26日にF&C・FC01より発売されたアダルトゲーム。

## 概要
本作には民俗学を基とした概念や用語、夢や幻といった哲学的な要素が登場するのが特徴である。
これらは柳田國男が編纂した遠野物語に登場するマヨイガや、「山人」とも呼ばれる山の民、日本神話にまつわる黄泉の国などをモチーフとして多用し、作品内にちりばめている。
そのストーリー性の高さから人気も高く、KIDよりDC版及びPS2版、GoodNavigateよりPSP版へ移植が行われそれぞれ発売されている。
また、キャラクターとしては琴乃宮 雪が特に人気があり、グッドスマイルカンパニーやクレイズやなどから単体でフィギュア化が成されている。
続編として、GNソフトウェアより『水月 弐』が発売されている。

## 歴史
- 2002年4月26日 - Windows用18禁版『水月 -すいげつ-』発売
- 2002年9月27日 - 『みずかべ』発売[1]
- 2004年10月28日 - ドリームキャスト版、及びPlayStation 2版『水月 〜迷心〜』（すいげつ まよいごころ）発売
- 2007年10月26日 - Windows用18禁版『水月 -すいげつ-【パッケージリニューアル版】』発売
- 2008年9月26日 - DVDPG 用18禁版『水月 -すいげつ- DVDPG』発売
- 2008年10月30日 - PSP版『水月 -すいげつ- 〜Portable〜』発売
- 2010年6月10日 - au18禁携帯アプリとして「虹屋」よりリリース
- 2010年12月16日 - PSP版『水月〜Portable〜 ベスト版』発売
- 2013年12月27日 - 「メガストア」2014年2月号発売（付録DVDに本作のWindows7/8対応版を収録）
- 2023年3月31日 - 『水月 〜すいげつ〜 Grand Package』発売

## あらすじ
海辺に立つ少女。夢から覚めるために手にした矢を離し、自分を旦那さまと呼ぶ彼女を射抜いた。
病院の病室で目覚めた瀬能 透矢は、記憶を失っていた。自らを自分のメイドだと名乗る雪や、友人の花梨らの励ましに支えられつつも記憶は依然として戻らない。
いつもの日常に戻ろうとする透矢の前に、夢の中で射抜いた少女に似た少女、牧野 那波が現れる。

## 登場人物
声は『水月 〜迷心〜』 / 『水月 -すいげつ- DVDPG』 / 『水月 ～すいげつ～ Grand Package』でのもの。
瀬能 透矢（せのう とうや）
声：成瀬誠（ドラマCD：夢雫シリーズ）
主人公。一人称は「僕」で、姓名は変更可能。事故に遭い記憶喪失になってしまったところから、物語が始まる。
牧野 那波（まきの ななみ）
声：倖月美和 / 伊藤瞳子 / 同左
主人公の夢の中にたびたび現れる謎の少女。
盲目だが、それを忘れさせるほど行動できる。実際、杖などは持っていない。立ち振る舞いは古風で優雅、そしてどことなく浮世離れした雰囲気を纏う。たまに人格が代わり、それは主人公の夢の中に登場する少女のように見える。
「みずかべ」では、明るくはつらつとした性格になっている。
琴乃宮 雪（ことのみや ゆき）
声：森山理来 / 神崎ちひろ / まりなりな（同左）
主人公のメイドを自称する、主人公に対して特別な想いを寄せる同居人。
透けるような白い肌、赤い目、色の薄い髪を持つ、いわゆるアルビノな外見だが、その真白な姿は名前の通りの雪を、そして赤い瞳を含めて雪兎を連想させる。
病院に入院中の主人公を付きっきりで看病していたことなどにも見える通り、彼のことを心の底から愛しているが、メイドとして控えている。主人公を世話することが自身の存在意義の全て。実は寂しがりやで、甘え上手で甘えさせ上手、極めて稀に抜ける所も含めて完璧なメイド。
宮代 花梨（みやしろ かりん）
声：友永朱音 / 芹澤真琴 / なかせひな
主人公の幼馴染み。宮代神社の巫女でもある。主人公とはあまり性別を意識しない親友風。
活発かつ行動的で、胸は結構大きい。髪にクセがある。
学園では弓道部に所属している。
新城 和泉（しんじょう いずみ）
声：草柳順子 / 春日アン / 同左
主人公と花梨の共通の友人。メガネをかけている。この地方を開発しようと計画する新城家の一人娘。
性格は穏やかで温和。物腰も柔らかく、いつもにこにこしている。授業中は寝ていることが多い。花梨のような胸がないのが若干コンプレックス。
大和 庄一（やまと しょういち）
声：泰勇気 / ？ / 霧島陽炎
主人公の親友であり幼馴染み。大和神社の息子。弓道部所属。
主人公などをからかうことが多いが、しっかり周囲を見ており、締めるべきところは締める。
香坂 アリス（こうさか アリス）
声：後藤邑子 / 緒田マリ / 同左
主人公の自宅の近所の教会に住む双子の姉妹の姉。妹を守るために過剰に攻撃的になっており、主人公にはきつく当たる。マリアをたしなめたり割り入ること多々だが、マリアのお願いには結局屈してしまう。
香坂 マリア（こうさか マリア）
声：あおきさやか / 雪都さお梨 / 同左
主人公の自宅の近所の教会に住む双子の姉妹の妹。姉とは逆に純真で素直、子供っぽい性格で甘えん坊。このマリアの警戒心が全く無いところが、アリスが逆にきつくあたる所を生み出している。
大和 鈴蘭（やまと すずらん）
声：ひと美 / 岩泉まい / 同左
庄一の妹。元気で明るく活発な女の子。
主人公には非常になついている。
口癖は「わはー」。

## スタッフ
- プロデューサー：藤井純生
- ディレクター：弥七
- シナリオ：トノイケダイスケ
- キャラクターデザイン：☆画野朗
- 音楽：おおくまけんいち

## 主題歌
- 家庭用OP：CRESCENT MOON
  - 作詞：Duca
  - 作曲：安瀬聖
  - 歌：riya
- 家庭用ED：My Story
  - 作詞：橋本みゆき
  - 作曲：景家淳
  - 歌：橋本みゆき

## 関連作品

### 小説
水月 -すいげつ- ISBN 4-89490-165-X
パラダイムから発売された、Win版を基としたノベライズ。2002年11月25日初版。著：三田村半月。
水月 〜この世界に足りないもの〜 ISBN 4-7577-1160-3
ファミ通文庫より発売されたノベライズ。Win版を基としているが、こちらは年齢制限なし。2002年12月2日初版。著：蕪木統文。イラスト:土山にう
水月 -迷心- この世界に降りそそぐ光と ISBN 4-7577-2293-1
2004年5月20日にファミ通文庫より発売された、コンシューマ版を原作としたノベライズ。2008年現在では絶版。著：蕪木統文。

### ドラマCD
- ドラマCD 水月〜夢雫〜 第一章
- ドラマCD 水月〜夢雫〜 第二章
- ドラマCD 水月〜夢雫〜 第三章

### CD
水月 オリジナルサウンドトラック
Win版のOPやBGMを収録。
水月 -迷心- オリジナルサウンドトラック
コンシューマ版のサウンドトラック。riyaの「CRESCENT MOON」や、橋本みゆきの「My Story」なども収録。

### 設定資料集
- 水月 ビジュアルファンブック（エンターブレイン） ISBN 4-7577-1233-2
- 水月 〜迷心〜 設定解説ファンブック（ジャイブ） ISBN 4-86176-058-5

### カードゲーム
- ディヴァインクロス 水月 ～すいげつ～ ブースターパック[2]